# Consuelo Madrigal Martínez-Pereda
Consuelo Madrigal Martínez-Pereda (Segòvia, 2 de novembre de 1956) és una fiscal espanyola, Fiscal General de l'Estat entre 2014 i 2016. Anteriorment, fou cap de la Fiscalia de Sala Coordinadora de Menors d'Espanya, popularment coneguda com a Fiscalia de Menors, des de la seva creació el 2007.
Després de la dimissió d'Eduardo Torres-Dulce com a fiscal general de l'Estat el desembre de 2014, el Govern va proposar a Madrigal per ocupar el seu lloc, pendent de l'informe d'idoneïtat que ha de realitzar el Consell General del Poder Judicial. Va fer la seva compareixença davant la Comissió de Justícia del Congrés dels Diputats el 8 de gener de 2015. Madrigal va ser la primera dona fiscal general de l'Estat.
Llicenciada en Dret per la Universitat Complutense el 1978, Madrigal va ingressar en la carrera fiscal el 1980. Ha estat destinada a les Fiscalies de Santa Cruz de Tenerife, Palència i Madrid, així com en la del Tribunal de Comptes. A la Fiscalia General de l'Estat va ser fiscal de la Secretaria General Tècnica durant el mandat de Carlos Granados. Va ser nomenada Fiscal de Sala Coordinadora de Menors el febrer de 2008 per l'anterior Fiscal General Cándido Conde-Pumpido i renovada en el seu càrrec el 2013 per Eduardo Torres Dulce. Fins a 2008 era Fiscal de la Sala penal del Tribunal Suprem.